# 梅州客家足球倶楽部
梅州客家足球倶楽部（漢音読み：ばいしゅう-はっか-そっきゅうくらぶ、梅州客家足球俱乐部）は、中華人民共和国広東省梅州市を本拠地とする、中国サッカー・スーパーリーグに加盟するプロサッカークラブ。

## 概要
2013年に梅州市政府・体育局の支援と民間企業家の出資によりチーム創設。2013年に中国サッカー乙級リーグに参加。
2014年に梅州客家足球倶楽部から梅州五華足球倶楽部に改称したものの、リーグ公式には「梅州客家」の呼称が継続されていた。
2015年に中国サッカー甲級リーグへ昇格。2019年シーズン半ばより本拠地を五華恵堂スタジアムに移動。
2021年に中国サッカー・スーパーリーグに昇格。